# Архип-Йоль
Архи́п-Йоль або Архи́п-Єль (рос. Когель) — річка в Республіці Комі, Росія, права притока річки Ілич, правої притоки річки Печора. Протікає територією Троїцько-Печорського району.
Річка бере початок у болоті Когельнюр (Когелнюр). Протікає на південь та південний схід.